# Rio Novo
Rio Novo é um município brasileiro do estado de Minas Gerais, criado em 1870. Ao longo do tempo, deu origem aos municípios de São João Nepomuceno, Piau e Goianá   .

## Demografia
Sua população recenseada em 2022 era de 8 518 habitantes 

## Hidrografia
A sede do munícípio é cortada por dois rios: o Rio Novo (que dá nome à cidade) e o Ribeirão Caranguejo.

## Economia
A economia é baseada em atividades agrícolas e serviços. O município é cortado pelas rodovias MG-126, MG-133 e MG-353 e é também, juntamente com a cidade vizinha Goianá, uma das cidades-sede do Aeroporto Regional da Zona da Mata, o segundo maior de Minas.
O município, no passado, possuía um entroncamento ferroviário entre duas linhas da Estrada de Ferro Leopoldina que o cortavam: a Linha de Caratinga (que o ligava às cidades de Caratinga e Três Rios) e o Ramal de Juiz de Fora (que o ligava a Juiz de Fora). Ambas eram responsáveis pelo escoamento cafeeiro e agropecuário da região. O ramal, no entanto, foi o primeiro a ser desativado, nos anos de 1971 (para passageiros) e 1974 (para cargas), sendo logo em seguida, erradicado do município. A Linha de Caratinga, por sua vez, foi parcialmente desativada a partir dos anos 80 e extinta em sua grande parte, pouco tempo depois. 

## Filhos ilustres
- Mendonça Neto - jornalista, escritor e político.
- Waldir Calmon - pianista,  compositor e regente .
- Mário Hugo Ladeira - médico e político mineiro.